# Весна Ацевска
Весна Ацевска (на македонска литературна норма: Весна Ацевска) е поетеса, романистка и преводачка от Северна Македония.

## Биография
Родена е в Скопие на 10 ноември 1952 година. Завършва Филологическия факултет „Блаже Конески“ в Скопския университет. Работи във вестник „Република“, а от 1992 година - в Института за национална история. Член е на Дружеството на писателите на Македония от 1991 година и на Македонския ПЕН център.

## Творчество
- Подготовки за претстава (поезия, 1985),
- Карпа за скок (поезия, 1991),
- Лавиринт (роман, 1992),
- Рок видри (роман, 1993),
- Скалила во зеленото (роман, 1994),
- Котва за Ное (поезия, 1994),
- Неред во огледалото (поезия, 1996).

## Награди
Носителка е на наградите „Братя Миладинови“, „Григор Пърличев“ и други.